# São José do Sabugi
São José do Sabugi este un oraș în Paraíba (PB), Brazilia.